# Судзуки, Мосабуро
Мосабуро Судзуки (яп. 鈴木 茂三郎 Судзуки Мосабуро:, 7 февраля 1893, Гамагори, Айти — 7 мая 1970, Токио) — японский журналист, публицист левого толка, деятель социалистического движения.

## Биография
Судзуки родился в Гамагори, префектура Айти, в семье потомков средневекового хатамото; однако его отец потерял семейное состояние, и в результате Сузуки был вынужден работать в школе. Он учился в университете Васэда и окончил его со степенью в области политики и экономики в 1915 году. После окончания учёбы Судзуки писал статьи для нескольких газет, включая «Hochi Shimbun», «Taish Nichi Nichi Shimbun» и «Mainichi Shimbun», получив известность как журналист на экономическую тематику.
В 1918 году Судзуки работал военным корреспондентом во время японской интервенции в Сибирь, где симпатизировал большевистскому движению, а позже стал известен как стойкий противник военных действий Японии. Впоследствии, начиная с посещения Советской России в качестве корреспондента газеты «Иомиури» в 1922 году, Сузуки несколько раз возвращался в СССР и развил социалистическое мировоззрение, основанное на его советском опыте и воспоминаниях о своём бедном детстве. После возвращения в Японию издал книгу о Советской стране.
По мере того как Япония становилась все более милитаристской, Судзуки посвятил большую часть своей энергии социалистическому движению, начиная примерно с 1926 года. Вместе с Икуо Ояма он сформировал Рабоче-крестьянскую партию (Родо номинто) в 1926 году и стал её секретарём (1927—1928); вместе с Като Кандзю — Пролетарскую рабочую конференцию в 1936 году и Японскую пролетарскую партию в 1937 году.
Как участник антивоенных и рабочих движений Мосабуро Судзуки становился все более заметной мишенью правительства, и в декабре 1937 года он был арестован в соответствии с Законом о поддержании мира. До 1940 года находился в заключении в тюрьме, а затем до конца Второй мировой войны ему было запрещено заниматься общественной политической деятельностью.
После капитуляции Японии в 1945 году была создана Социалистическая партия Японии (СПЯ), и Судзуки, как известный левый политик, с самого начала присоединился к ней, став одним из лидеров левого крыла партии и председателем партийной комиссии по выработке политики (1948—1949). В 1946 году он получил место в Палате представителей. Он на год стал генеральным секретарём своей партии в апреле 1949 года и председателем ЦИК СПЯ с января по октябрь 1951 года.
В качестве председателя бюджетного комитета нижней палаты парламента в 1948 году Судзуки наложил вето на проект бюджета Катаямы Тецу, что позже привело к отставке кабинета министров. Позже, в своей инаугурационной речи в качестве председателя партии, он сказал: «Молодые люди, не беритесь за оружие», что вызвало огромный политический резонанс и стало сплочённым лозунгом пацифистского движения в Японии, хотя это было сделано только для того, чтобы осудить попытку премьер-министра Сигэру Ёсиды заручиться помощью США для восстановления вооружённых сил Японии.
После подписания Сан-Францисского мирного договора Социалистическая партия на рубеже 1951—1952 годов разделилась на левое и правое крыло. Судзуки остался председателем ЦИК левой СПЯ, у которого было всего 16 мест в Палате представителей; на выборах 1955 года она подскочила до 89 мест благодаря поддержке Генерального совета профсоюзов и народной поддержке уставшего от войны электората, который в значительной степени согласился с принципом партии о безоружном нейтралитете.
В октябре того же года две социалистические партии сформировали единый фронт против зарождающейся правой консервативной Либерально-демократической партии, но сокрушительные поражения на выборах в 1957 и 1958 годах вновь разожгли напряжение между левыми и правыми внутри Социалистической партии. В 1960 году правые лидеры, такие как Суэхиро Нисио, покинули партию и сформировали Партию демократического социализма. Приняв на себя ответственность за крах партии, Судзуки ушёл с поста председателя ЦИК СПЯ в марте 1960 года.
В течение 1960-х годов Судзуки, остававшийся советником СПЯ, постепенно оттеснил Социалистическую партию влево, но она продолжала ослабевать по мере ускорения экономического восстановления Японии. В 1967 году он ушёл из политики в 1967 году и в 1970 году умер от цирроза печени.
Мосабуро Судзуки — автор работ по проблемам японского капитализма и истории социал-демократического движения в Японии.